# STS-51-L
STS-51Lは、1986年1月28日に行われた、スペースシャトルチャレンジャーのミッションである。スペースシャトルのミッションとしては25回目で、チャレンジャーとしては10回目。ケネディ宇宙センター発射施設39-Bからのシャトルの初打上げであった。
アメリカ合衆国では初のアジア系宇宙飛行士である、日系人のエリソン・オニヅカ、初の民間人宇宙飛行士で高校教師クリスタ・マコーリフ、初の黒人宇宙飛行士ロナルド・マクネイアらが搭乗して大きな注目を集めていた。
しかし発射から73秒後に空中分解を起こして、乗組員全員が死亡する大惨事となった。
機体全体が分解した後も、2基の固体燃料補助ロケット(SRB)は無制御で飛行を続けていたが、こちらは110秒後に地上からの自爆指令により破壊された。

## 搭乗員
- フランシス・ディック・スコビー船長
- クリスタ・マコーリフ
- ロナルド・マクネイア
- マイケル・J・スミス
- エリソン・オニヅカ
- ジュディス・レズニック
- グレゴリー・ジャービス

## 主な搭載ペイロード
- データ中継衛星TDRS-B
- ハレー彗星観測用のSpartan衛星